# Гуго Шперрле
Гуго Шперрле (нім. Hugo Sperrle; нар. 7 лютого 1885, Людвігсбург — пом. 2 квітня 1953, Мюнхен) — німецький воєначальник часів Третього Рейху, генерал-фельдмаршал (1940) Люфтваффе. Кавалер Лицарського хреста Залізного хреста (1940) та Іспанського хреста (1939).

## Біографія

### Перша світова війна та повоєнний час
Гуго Шперрле народився 7 лютого 1885 року в Людвігсбурзі в родині пивовара. Військову службу розпочав у 1903 році юнкером 8-го Вюртемберзького піхотного полку. У 1904 році отримав офіцерське звання лейтенанта. Із зародженням в німецькій армії військової авіації перейшов на службу в цей новий вид військ.
Учасник Першої світової війни на Західному фронті. Війну почав командиром підрозділу розвідувальної авіації, гауптман (1914). Потім командував різними авіаційними підрозділами і частинами, був начальником школи повітряних спостерігачів в Кельні. У 1918 році — старший офіцер штабу начальника авіації 7-ї армії. Після капітуляції Німеччини вступив у Добровольчий корпус генерала В. фон Лютвіца. Брав участь у придушенні революції в Німеччині, очолюючи авіацію корпусу. У 1919 році в числі 180 колишніх льотчиків кайзерівської армії (всього в ній було 5 тис. льотчиків) зарахований до рейхсверу, офіцерський корпус якого становив усього 4 тис. чоловік.
У 1919—1923 роках офіцер штабу 5-го військового округу (Штутгарт), потім служив у Військовому міністерстві (1923—1924), штабі 4-ї піхотної дивізії в Дрездені (1924—1925), Генеральному штабі (1925—1929), де займався питаннями авіації. Оскільки, за умовами Версальського миру, Німеччині заборонено було мати військову авіацію, то всі пов'язані з нею питання вирішувалися таємно.
Таємно здійснювалась і підготовка кадрів для майбутніх німецьких ВПС. У 1928 році Шперрле пройшов курс льотної підготовки на секретній німецькій авіабазі під Липецьком (СРСР). У 1929–1933 роках — командир батальйону 14-го піхотного полку, оберст-лейтенант (1929). З жовтня 1933 року командир 8-го піхотного полку, оберст. У квітні 1934 року переведений в «секретні» Люфтваффе (німецькі ВПС), де очолив таємно створену 1-шу авіаційну дивізію. У лютому 1935 року, коли Німеччина всупереч міжнародним договорам офіційно оголосила про створення Люфтваффе, Шперрле був у числі перших воєначальників німецьких ВПС, які отримали генеральське звання. Восени того ж року призначений командувачем 5-м авіаційним військовим округом (Мюнхен). Брав активну участь у створенні люфтваффе. Коли в жовтні 1936 року Гітлер направив в Іспанію на допомогу Ф.Франко легіон «Кондор» (авіаційне з'єднання німецьких ВПС), то його командиром був призначений підвищений в генерал-лейтенанти Шперрле.
Військова кар'єра
- 6 липня 1903 — фанен-юнкер
- 25 лютого 1904 — фенріх
- 18 жовтня 1904 — лейтенант
- 18 жовтня 1912 — оберлейтенант
- 28 листопада 1914 — гауптман
- 1 жовтня 1926 — майор
- 1 лютого 1931 — оберстлейтенант
- 1 серпня 1933 — оберст
- 1 жовтня 1935 — генерал-майор
- 1 квітня 1937 — генерал-лейтенант
- 1 листопада 1937 — генерал авіації
- 19 липня 1940 — генерал-фельдмаршал

### Громадянська війна в Іспанії
Під час громадянської війни в Іспанії 1936—1939 років билися на стороні франкістів люфтваффе здобули перший бойовий досвід, були закладені основи тактики німецьких ВПС, розроблені способи їх бойового застосування. Важливу роль у вирішенні цих проблем зіграв Шперрле. Під його безпосереднім керівництвом німецькі льотчики освоювали нові для себе тактичні ходи і способи ведення повітряного бою, інших бойових дій. У листопаді 1936 року Шперрле керував повітряними нальотами на Картахену, в результаті чого була знищена військово-морська база республіканців, що знаходилася в місті. Разом з тим необхідно відзначити і ту надзвичайну жорстокість і нещадність, яку Шперрле проявив в Іспанії. Саме йому належить сумнівна честь розробки концепції масованих повітряних нальотів на мирні міста з метою залякування супротивника. Вперше на практиці вона була застосована в Іспанії авіацією Шперрле. Так, за його наказом літаки легіону «Кондор» варварськи зруйнували іспанське місто Герніку. В результаті цього повітряного нальоту загинуло безліч мирних жителів. І це був далеко не поодинокий приклад. У жовтні 1937 року Шперрле передав командування легіоном генералу Г. Фолькманну і повернувся до Німеччини, де нацисти зустріли його як героя, а Гітлер підвищив його в чин генерала авіації (1 листопада 1937 року).

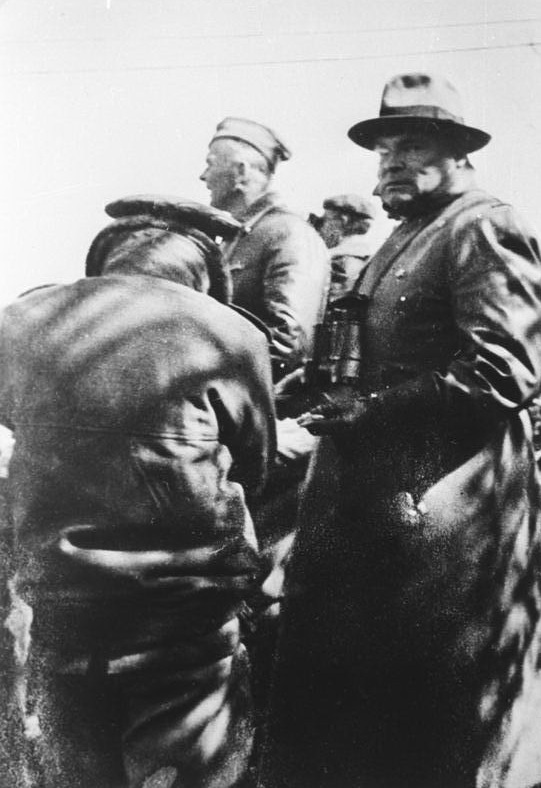
Командир Легіону «Кондор» генерал-майор Г.Шперрле з начальником штабу оберст-лейтенантом В.фон Ріхтгофеном. Іспанія. 1936.

У лютому 1938 року він був призначений командувачем 3-тю групою ВПС (Мюнхен), яка в лютому 1939 року була перетворена в 3-й повітряний флот (аналог повітряної армії). Брав участь в аншлюс Австрії та окупації Чехословаччини, керував переформуванням австрійських ВПС в 4-й повітряний флот.

### Друга світова війна
Під час Польської кампанії 1939 року 3-й повітряний флот, очолюваний Шперрле, підтримував групу армій «C» (генерал-полковника В. Фон Лееб), війська якої діяли проти французів і англійців на Західному фронті, генерал-полковник (1939). Брав участь у Французькій кампанії 1940 року, в ході якої авіація Шперрле підтримувала з повітря війська групи армій «A» (генерал-фельдмаршал Г. Фон Рундштедт), яка завдавала головний удар. 3-й повітряний флот вніс великий внесок у справу досягнення швидкої та рішучої перемоги у Франції. За відзнаку в цій кампанії Шперрле був нагороджений Лицарським хрестом і проведений в генерал-фельдмаршали (19 липня 1940 року).
Після розгрому Франції очолив дії німецької авіації в «битві за Британію». Запропонував план, згідно з яким основні зусилля Люфтваффе передбачалося зосередити на знищенні винищувальної авіації британських ВПС. Однак Г. Герінг і Гітлер з ним не погодилися. Шперрле було наказано головний наголос зробити на бомбардуванні англійських міст, і насамперед Лондона, щоб налякати англійців і зламати їх волю до опору. Це дозволило Англії швидко відновити боєздатність своїх ВПС, які зазнали важких втрат під час кампанії у Франції, і незабаром кинути виклик Люфтваффе в боротьбі за панування в повітрі. 13 серпня 1940 року Шперрле за власною ініціативою зробив спробу розгромити англійські ВПС, нав'язавши їм у східній частині Англії велику повітряну битву. Але ця спроба не увінчалася успіхом. Більш того, німецька авіація зазнала в цій битві великі втрати і втратила ініціативу у веденні бойових дій.
19 серпня 1940 року Шперрле був відсторонений від головного керівництва операціями Люфтваффе в «битві за Англію». Його повноваження були передані генерал-фельдмаршалу А. Кессельрінга, а сам Шперрле потрапив у підпорядкування нового командувача. Незабаром 3-й повітряний флот знову зазнав важких втрат, і в жовтні 1940 року Герінг змушений був призупинити повітряні нальоти на Англію. Надалі вони були відновлені, але проводилися вже з меншою інтенсивністю. Навесні 1941 року «битва за Англію», що тривала 9 місяців закінчилася. Люфтваффе в ході її зазнали нищівної поразки — перше у Другій світовій війні. У квітні — травні 1941 року їх основні сили було перебазовано на Схід, де Гітлер завершував підготовку до нападу на СРСР. На Заході був залишений тільки 3-й повітряний флот, але в сильно урізаному складі. В розпорядженні Шперрле залишилися лише дві винищувальні ескадри (2-га та 26-та) і кілька груп бомбардувальників. Для успішної боротьби з англійської авіацією цих сил було явно недостатньо.

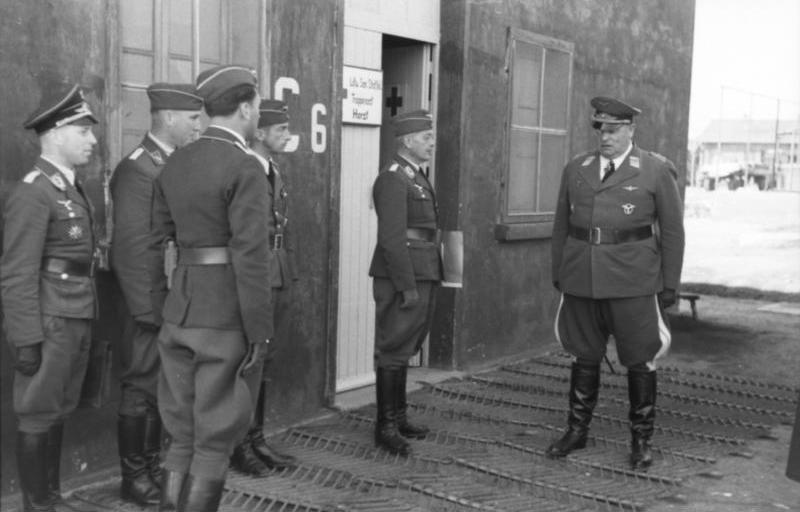
Командувач Люфтваффе на Заході генерал-фельдмаршал Г.Шперрле з офіцерами ВПС. Франція. 21 березня 1942

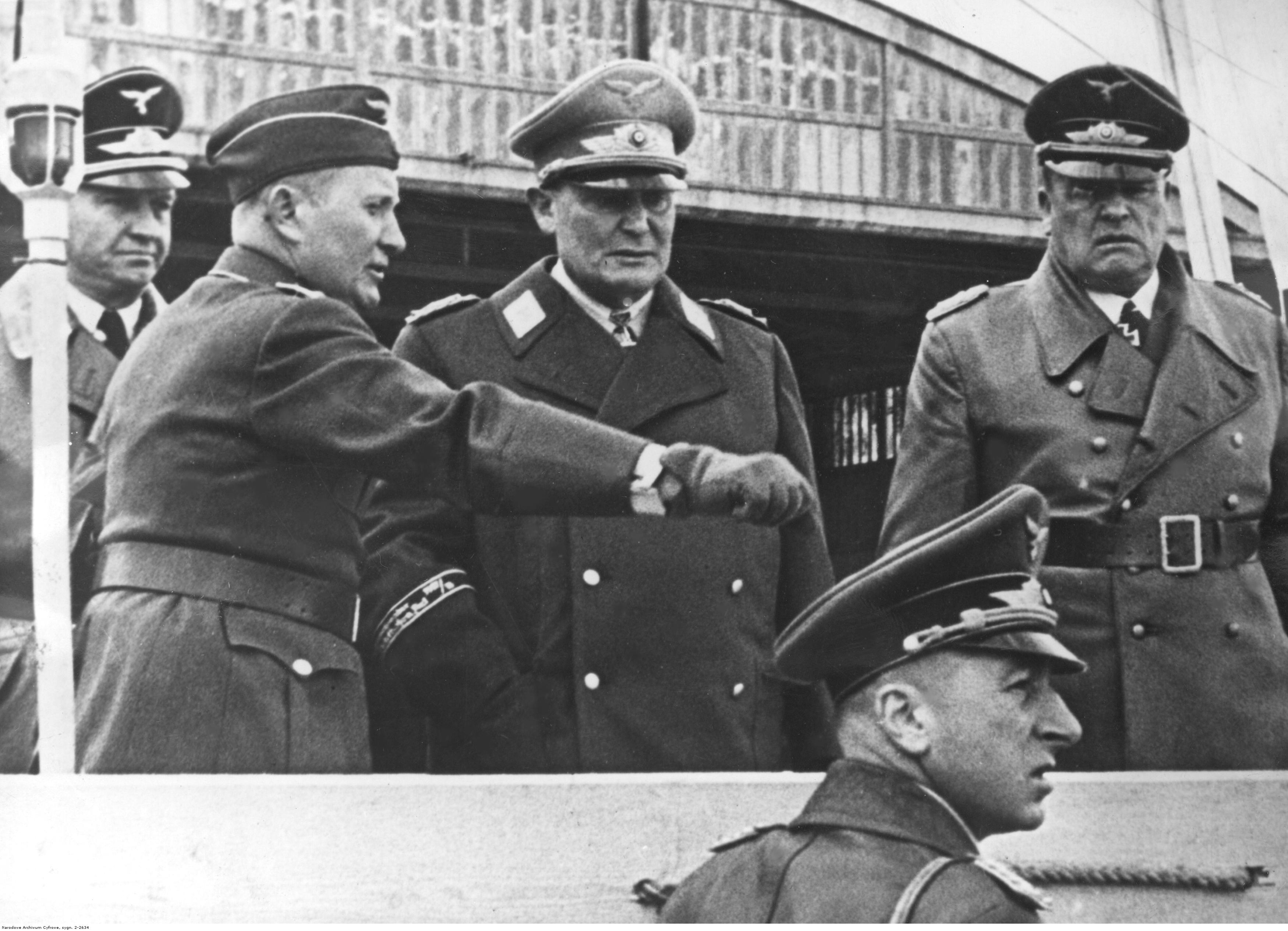
Гуго Шперрле (праворуч) та Герман Герінг (у центрі), січень 1941

У 1941—1944 роках Шперрле, перебуваючи на чолі ВПС Третього Рейху на Заході, повністю втратив колишню енергію, активність і рішучість, відкрито нехтував своїми службовими обов'язками. З травня 1941 року він переніс свою штаб-квартиру до Люксембурзького палацу в Парижі, де швидко удався до дозвільного способу життя. Паризька атмосфера згубно подіяла на сина пивовара. Ненаситна жага насолод, нескінченні бенкети і гульні, неприборкана жадібність, прагнення до розкоші, пристрасть до азартних ігор і відверте неробство, що прикривалася показухою, — ось основна сфера «діяльності» Шперрле в цей період. Він як би змагався в сибаритстві зі своїм начальником Герінгом. І результати такої «діяльності» не забарилися позначитися. Бойова підготовка в підпорядкованих йому військах Люфтваффе була вкрай занедбана, їх боєздатність різко знизилася, в усьому відчувалася повна плутанина, і відсутність будь-яких спроб з боку командування навести хоча б елементарний порядок.
1 березня 1943 року англійська авіація справила масований повітряний наліт на Берлін. Гітлер наказав Шперрле в помсту розбомбити Лондон. Але, поставлене перед ним завдання фельдмаршал виконати не зміг. 3 березня наліт німецької авіації на столицю Великої Британії закінчився повним провалом. Фюрер був розлютований. Він піддав Шперрле бурхливому розносу, звинуватив його в неспроможності виконувати свої обов'язки та вирішив звільнити у відставку. Але, через кілька днів Гітлер несподівано пом'якшав, змінивши гнів на милість і навіть вислав Шперрле 50 тис. рейхсмарок на погашення боргів. Однак, прибулий в Париж посланець фюрера не застав фельдмаршала на робочому місці… Той поїхав відпочивати на курорт. Гітлер удав, ніби нічого особливого не сталося, але авторитет Шперрле після цього в його очах різко похитнувся.
6 червня 1944 року союзники почали висадку своїх експедиційних сил в Нормандії, відкривши Другий фронт в Європі. 3-й повітряний флот не був спроможний як-небудь серйозно протидіяти противнику. У день вторгнення союзна англо-американська авіація здійснила близько 10600 літако-вильотів, тоді як німецька тільки 50. Услід потім німці програли битву в Нормандії. В ході його авіація Шперрле (понад 400 літаків) показала свою низьку ефективність. При цьому сам Шперрле проявив разючу пасивність. Велика частина наземних служби 3-го повітряного флоту втекла з поля бою, а в його бойових частинах виявилася значна нестача льотного складу. Терпінню Гітлера прийшов край. 19 серпня 1944 року Шперрле був знятий із займаної посади і відправлений до резерву ОКВ. До самого кінця війни він так і не отримав ніякого призначення, залишаючись поза справами.
1 травня 1945 року був заарештований англійськими військами і в 1948 році постав перед військовим трибуналом. Однак у жовтні того ж року всі звинувачення у військових злочинах з нього були зняті, Шперрле був виправданий і звільнений з полону. Останні роки життя провів у Баварії.

## Роль Гуго Шперрле в історії
Гуго Шперрле отримав звання генерал-фельдмаршала німецьких ВПС одним з перших у Третьому рейху, коли йому йшов 56-й рік. Як і більшість колишніх військових льотчиків німецької авіації, він зразу ж перейшов на службу до нацистів, як тільки ті прийшли до влади, повністю сприйняв їхню ідеологію і взяв найактивнішу участь у створенні гітлерівських Люфтваффе. Відмова Гітлера виконувати умови Версальського мирного договору 1919 року, що забороняв Німеччині мати ВПС, такі, як Шперрле, сприйняли з ентузіазмом і відразу ж, без будь-яких коливань, підтримали програму нацистів з відтворення німецьких ВПС.

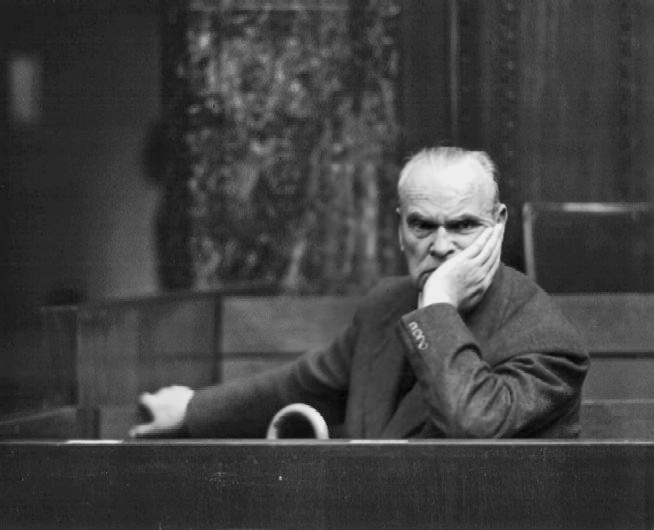
Підслідний колишній генерал-фельдмаршал Люфтваффе Г.Шперрле на засіданні 12-го Малого Нюрнберзького трибуналу проти вищого командування Вермахту.

Особисто Шперрле зробив значний внесок у створення Люфтваффе і став першим з воєначальників Третього рейху, на кого Гітлер поклав виконання своїх агресивних задумів. В Іспанії Шперрле показав себе досвідченим авіаційним командиром, але, разом з тим, «прославився» своєю жорстокістю, піддаючи варварським бомбардуванням мирні міста і селища. Як авіаційний воєначальник особливо відзначився під час Французької кампанії 1940 року, але згодом в «битві за Британію» зазнав поразки. Вкрай невдало діяв і надалі, очолюючи в 1941—1944 роках ВПС Німеччини на Заході. Причина цього крилася не тільки в браку сил, що знаходилися в розпорядженні Шперрле (хоча це був, звичайно, найважливіший з факторів), але, й в його особистої пасивності, недбалому ставленні до своїх службових обов'язків і, в кінцевому рахунку, його деградації як воєначальника. Гітлер, пам'ятаючи про колишні військових заслуги Шперрле, довго терпів його відверту бездіяльність, але врешті-решт був змушений відсторонити його від командування.
Разом з тим слід зазначити, що Шперрле не був позбавлений військових обдарувань і принаймні до 1941 року, володів багатьма якостями, необхідними для воєначальника вищого рангу. Так, під час «битви за Британію» він пропонував такий план стратегічних дій німецьких ВПС, який, будь він прийнятий, міг би вирішальним чином вплинути на хід і результат цієї битви і принести Люфтваффе якщо вже ж не перемогу, то, у всякому разі, і не поразку, як це трапилося в дійсності. Результат «битви за Британію» найнегативнішим чином вплинув на Шперрле. Він так і не зміг оправитися від того глибокого психологічного надлому, який з'явився наслідком цієї поразки.
Шперрле був людиною величезного зросту і могутньої статури. Важка, масивна нижня щелепа і застигла похмура гримаса надавали його обличчю лютий вираз. Така зовнішність у поєднанні з фігурою значних розмірів виглядала страхітливо. Навіть Гітлер відгукувався про Шперрле і В. фон Райхенау, як про своїх двох «найзвіроподібніших генералів».

## Нагороди генерал-фельдмаршала Гуго Шперрле
- Залізний Хрест 2-го класу (1914)
- Залізний Хрест 1-го класу (1915)
- Нагрудний знак військового пілота (Пруссія)
- Лицарський хрест Ордену Церінгенського лева (Баден) II-го ступеня з мечами (18 травня 1915)
- Лицарський хрест ордену «За військові заслуги» (Вюртемберг) (21 червня 1915)
- Лицарський хрест Ордену Фрідріха I ступеня з мечами (Королівство Вюртемберг) (21 червня 1917)
- Лицарський хрест Королівського ордену дому Гогенцоллернів з мечами (Королівство Пруссія) (31 березня 1917)
- Почесний хрест (Ройсс) 3-го ступеня з короною та мечами
- Почесний нагрудний знак пілота-спостерігача
- Почесний хрест ветерана війни за 1914-1918 (1934)
- Комбінований Знак Пілот-Спостерігач в золоті з діамантами (19 листопада 1937)
- Золотий Іспанський хрест з мечами та діамантами (4 червня 1939)
- Воєнний хрест (Іспанія)
- Військова медаль (Іспанія)
- Медаль «За Іспанську кампанію» (Іспанія)
- Нагрудний знак пілота (Іспанія)
- Медаль «За вислугу років у Вермахті» 4-го, 3-го, 2-го і 1-го класу (за 25 років військової служби)
- Пряжка до Залізного хреста 2-го класу (1939)
- Пряжка до Залізного хреста 1-го класу (1939)
- Лицарський хрест Залізного хреста (17 травня 1940)
- 6 разів відмічений в доповіді Вермахтберіхт (5 жовтня 1940, 15 листопада 1940, 20 листопада 1940, 9 квітня 1941, 13 лютого 1942 та 15 лютого 1942)